# Pansnerita
La pansnerita és un mineral de la classe dels fosfats. Rep el nom en honor de Lavrentiy Ivanovich Pansner (també Johann Heinrich Lorenz Pansner, панснер лаврентий иванович) (Arnstadt, Turíngia, 3 de maig de 1777 - 22 de març de 1851), mineralogista i geògraf que va passar els seus anys de treball a Rússia. Va ser el primer director de la Societat Mineralògica de Sant Petersburg i va ser cap del Departament de Mineralogia de la Universitat de Sant Petersburg.

## Característiques
La pansnerita és un arsenat de fórmula química K₃Na₃(Fe3+,Al)₆(AsO₄)₈. Va ser aprovada com a espècie vàlida per l'Associació Mineralògica Internacional l'any 2016. Cristal·litza en el sistema ortoròmbic. Forma una sèrie de solució sòlida amb l'ozerovaïta. Químicament és similar a l'aquirofanita i a l'edtollita.
L'exemplar que va servir per a determinar l'espècie, el que es coneix com a material tipus, es troba conservat a les col·leccions del Museu Mineralògic Fersmann, de l'Acadèmia de Ciències de Rússia, a Moscú (Rússia), amb el número de registre: 4964/1.

## Formació i jaciments
Va ser descoberta a la fumarola Arsenàtnaia, que es troba al segon con d'escòria de l'avanç nord de la Gran erupció fissural del volcà Tolbàtxik, al krai de Kamtxatka (Rússia), tractant-se de l'únic indret de tot el planeta on ha estat descrita aquesta espècie mineral.